# Elektronová hustota
Elektronová hustota je míra pravděpodobnosti výskytu elektronu v infinitezimálně velkém prostoru obklopujícím daný bod. Jedná se o skalární veličinu závislou na třech proměnných, značenou obvykle {\displaystyle \rho ({\textbf {r}})} nebo {\displaystyle n({\textbf {r}})}. Hustota je určena jako normalizovaná vlnová funkce elektronu {\displaystyle N}, která závisí na {\displaystyle 4N} ({\displaystyle 3N} prostorových a {\displaystyle N} spinových) souřadnicích. Elektronová hustota je formálním základem teorie funkcionálu hustoty.
V důsledku uplatňování principu neurčitosti na atomární úrovni nelze určit přesnou polohu elektronu, pouze pravděpodobnost jeho výskytu na daném místě; elektrony v atomech a molekulách tak vypadají jako „rozprostřené“. U jednoelektronových systémů je elektronová hustota v libovolném bodě přímo úměrná druhé mocnině velikosti jeho vlnové funkce.

## Definice
Elektronová hustota odpovídá normalizované vlnové funkci {\displaystyle N} elektronů, {\displaystyle \Psi } (kde {\displaystyle {\textbf {r}}} je prostorová a {\displaystyle s} spinová proměnná) a definuje se jako:
{\displaystyle \rho (\mathbf {r} )=\langle \Psi |{\hat {\rho }}(\mathbf {r} )|\Psi \rangle ,}
kde operátor odpovídající pozorované hustotě je:
{\displaystyle {\hat {\rho }}(\mathbf {r} )=\sum _{i=1}^{N}\ \delta (\mathbf {r} -\mathbf {r} _{i}).}
Spočítáním {\displaystyle \rho (\mathbf {r} )} lze rovnici zjednodušit:
{\displaystyle {\begin{aligned}\rho (\mathbf {r} )&=\sum _{{s}_{1}}\cdots \sum _{{s}_{N}}\int \ \mathrm {d} \mathbf {r} _{1}\ \cdots \int \ \mathrm {d} \mathbf {r} _{N}\ \left(\sum _{i=1}^{N}\delta (\mathbf {r} -\mathbf {r} _{i})\right)|\Psi (\mathbf {r} _{1},s_{1},\mathbf {r} _{2},s_{2},...,\mathbf {r} _{N},s_{N})|^{2}\\&=N\sum _{{s}_{1}}\cdots \sum _{{s}_{N}}\int \ \mathrm {d} \mathbf {r} _{2}\ \cdots \int \ \mathrm {d} \mathbf {r} _{N}\ |\Psi (\mathbf {r} ,s_{1},\mathbf {r} _{2},s_{2},...,\mathbf {r} _{N},s_{N})|^{2}\end{aligned}}}
Při udržení jednoho elektronu v poloze {\displaystyle {\textbf {r}}} se sčítá přes všechna možná uspořádání ostatních elektronů. Faktor N označuje, že jednotlivé elektrony od sebe nelze odlišit, a tak všechny integrály mají stejnou hodnotu.
V Hartreeově–Fockově metodě a teorii funkcionálu hustoty je vlnová funkce reprezentována Slaterovým determinantem {\displaystyle N} orbitalů, {\displaystyle \varphi _{k}}, se zaplněními {\displaystyle n_{k}}. V takovém případě se hustota zjednoduší na:
{\displaystyle \rho (\mathbf {r} )=\sum _{k=1}^{N}n_{k}|\varphi _{k}(\mathbf {r} )|^{2}.}

## Vlastnosti
Podle definice je elektronová hustota nezápornou funkcí integrovanou přes celkový počet elektronů. V soustavě s kinetickou energií T hustota splňuje nerovnice
{\displaystyle {\frac {1}{2}}\int \mathrm {d} \mathbf {r} \ {\big (}\nabla {\sqrt {\rho (\mathbf {r} )}}{\big )}^{2}\leq T.}
{\displaystyle {\frac {3}{2}}\left({\frac {\pi }{2}}\right)^{4/3}\left(\int \mathrm {d} \mathbf {r} \ \rho ^{3}(\mathbf {r} )\right)^{1/3}\leq T.}
U konečných kinetických energií první (silnější) nerovnice umisťuje druhou odmocninu hustoty do Sobolevova prostoru {\displaystyle H^{1}(\mathbb {R} ^{3})}; společně s normalizováním a nezáporností je takto definován prostor obsahující přípustné hustoty jako:
{\displaystyle {\mathcal {J}}_{N}=\left\{\rho \left|\rho (\mathbf {r} )\geq 0,\ \rho ^{1/2}(\mathbf {r} )\in H^{1}(\mathbf {R} ^{3}),\ \int \mathrm {d} \mathbf {r} \ \rho (\mathbf {r} )=N\right.\right\}.}
Druhá nerovnice umisťuje hustotu do L3 prostoru. Přípustné hustoty se nacházejí na průsečíku L1 a L3 – což je nadmnožina {\displaystyle {\mathcal {J}}_{N}}.

## Topologie
Základní stav elektronové hustoty atomu je pravděpodobně monotónní funkcí vzdálenosti od jádra.

### Asymptoticita
Chování blízkojaderné hustoty ({\displaystyle r}) je popsáno takto:
{\displaystyle \rho (r)\sim e^{-2Z_{\alpha }r}\,.}
Dlouhodobé (large {\displaystyle r}) chování hustoty odpovídá rovnici:
{\displaystyle \rho (r)\sim e^{-2{\sqrt {2\mathrm {I} }}r}\,.}
kde I je ionizační energie soustavy.

## Obecné vlastnosti
V molekulách bývá největší elektronová hustota kolem atomů a vazeb. U delokalizovaných nebo konjugovaných systémů, jaké mají například fenol a benzen či hemoglobin a chlorofyl, je elektronová hustota vysoká po celé struktuře, například v benzenu je rozprostřena nad a pod rovinným jádrem; tato skutečnost se často zobrazuje pomocí střídání jednoduchých a dvojných vazeb; u aromatických sloučenin se delokalizace zobrazuje kruhem uvnitř (nejčastěji šestiúhelníkového) jádra:
U sloučenin obsahujících více propojených kruhů není zobrazení pomocí kruhu přesné a používají se tak střídající se jednoduché a dvojné vazby. Delokalizace v místech s vyšší elektronovou hustotou v sousedství jednoduchých vazeb může být znázorněna tečkovanou nebo čárkovanou čarou. Konjugované systémy mohou pohlcovat elektromagnetické záření různých vlnových délek a tím sloučeninám dodávat barevnost; u polymerů se takové oblasti označují jako chromofory.
V kvantových výpočtech je elektronová hustota, ρ(r), funkcí souřadnic r, definovaných tak, že ρ(r)dr je počet elektronů v malém objemu dr. U molekul s uzavřenými slupkami {\displaystyle \rho (\mathbf {r} )} ji lze zapsat jako součet součinů bázových funkcí, φ:
{\displaystyle \rho (\mathbf {r} )=\sum _{\mu }\sum _{\nu }P_{\mu \nu }\phi _{\mu }(\mathbf {r} )\phi _{\nu }(\mathbf {r} )}

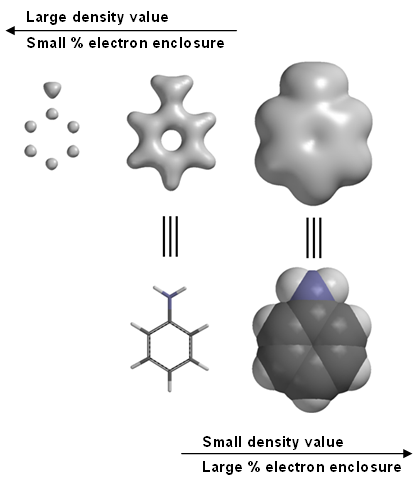
Výpočty elektronové hustoty u anilinu, vysoké hustoty se vyskytují u atomů, střední hodnoty na vazbách, rozložení nízkých hustot vypovídá o tvaru a velikosti molekuly.

kde P je operátor hustoty. Elektronové hustoty se popisují pomocí isopovrchů (povrchů isohustoty) s velikostmi a tvary povrchů, určovaných zvolenými hodnotami hustoty, nebo procentuálním zastoupením obsažených elektronů.
Elektronové hustoty lze zobrazit graficky s využitím programů na modelování molekul. Grafické modely elektronové hustoty jsou používané jako součásti chemického vzdělávání.
Na obrázku elektronových hustot anilinu jsou vidět vysoké elektronové hustoty v okolí atomů uhlíku a dusíku, ale vodíky, obsahující ve svých jádrech vždy jen jeden proton, vidět nejsou; z tohoto důvodu se jejich polohy rentgenovou difrakcí určují obtížně.
Většina programů na modelování molekul umožňuje výběr hodnot elektronové hustoty, označovaných jako isohodnoty. V některých je také možné vybrat elektronovou hustotu v podobě procent obsažených elektronů. V závislosti na izohodnotách (obvyklou jednotkou je elektron na krychlový bohr) nebo procentu elektronů je možné určovat polohy atomů, zvýrazňovat hustoty související s chemickými vazbami, či zjišťovat velikosti a tvary molekul.
Grafické zobrazení elektronové hustoty se také používá ke znázorňování ostatních elektronových vlastností. Mapy elektronových potenciálů (vlastností elektrických potenciálů zjišťovaných na základě elektronových hustot) se dají použít jako indikátory rozdělení náboje v molekule. Potenciálové mapy lokální ionizace (vlastností lokálních ionizačních potenciálů) na základě elektronové hustoty mohou sloužit ke zkoumání elektrofility molekul a jejich částí. Mapy LUMO (nejnižších neobsazených molekulových orbitalů) podle elektronové hustoty jsou oproti tomu indikátory nukleofility.

## Experimenty
K měření elektronové hustoty je možné použít několik experimentálních postupů, jako ke kvantová krystalografie prostřednictvím rentgenové difrakce, kde se používá rentgenové záření o vhodné vlnové délce, jež je namířeno na vzorek a průběžně se provádějí měření; tato metoda poskytuje proavděpodobnodsti výskytu elektronů na různých místech. U krystalických látek lze často zjistit strukturu molekul a rozdělení hustoty náboje. Kvantová elektrodynamika a některá odvětví kvantové teorie pole zkoumají superpozice elektronů a jiné podobné jevy, jako je index nekovalentních interakcí, který umožňuje zkoumat nekovalentní interakce pomocí elektronové hustoty. Mullikenova populační analýza, využívá elektronovou hustotu mezi atomy k odhadování jejich nábojů.
V transmisní elektronové mikroskopii (TEM) interagují vysokoenergetické elektrony s elektronovými oblaky, čímž dochází k přímému zobrazení elektronové hustoty. TEM, řádkovací tunelová mikroskopie a mikroskopii atomových sil lze použít na měření elektronových hustot jednotlivých atomů.[zdroj?]

## Spinová hustota
Spinová hustota je elektronová hustota u radikálů. Definuje se jako celková hustota elektronů jednoho spinu minus celková hustota elektronů druhého spinu. Změřit ji lze elektronovou spinovou rezonancí nebo neutronovou difrakcí; druhý postup poskytuje přímé mapování spinové hustoty v prostoru.